# Overdinkel

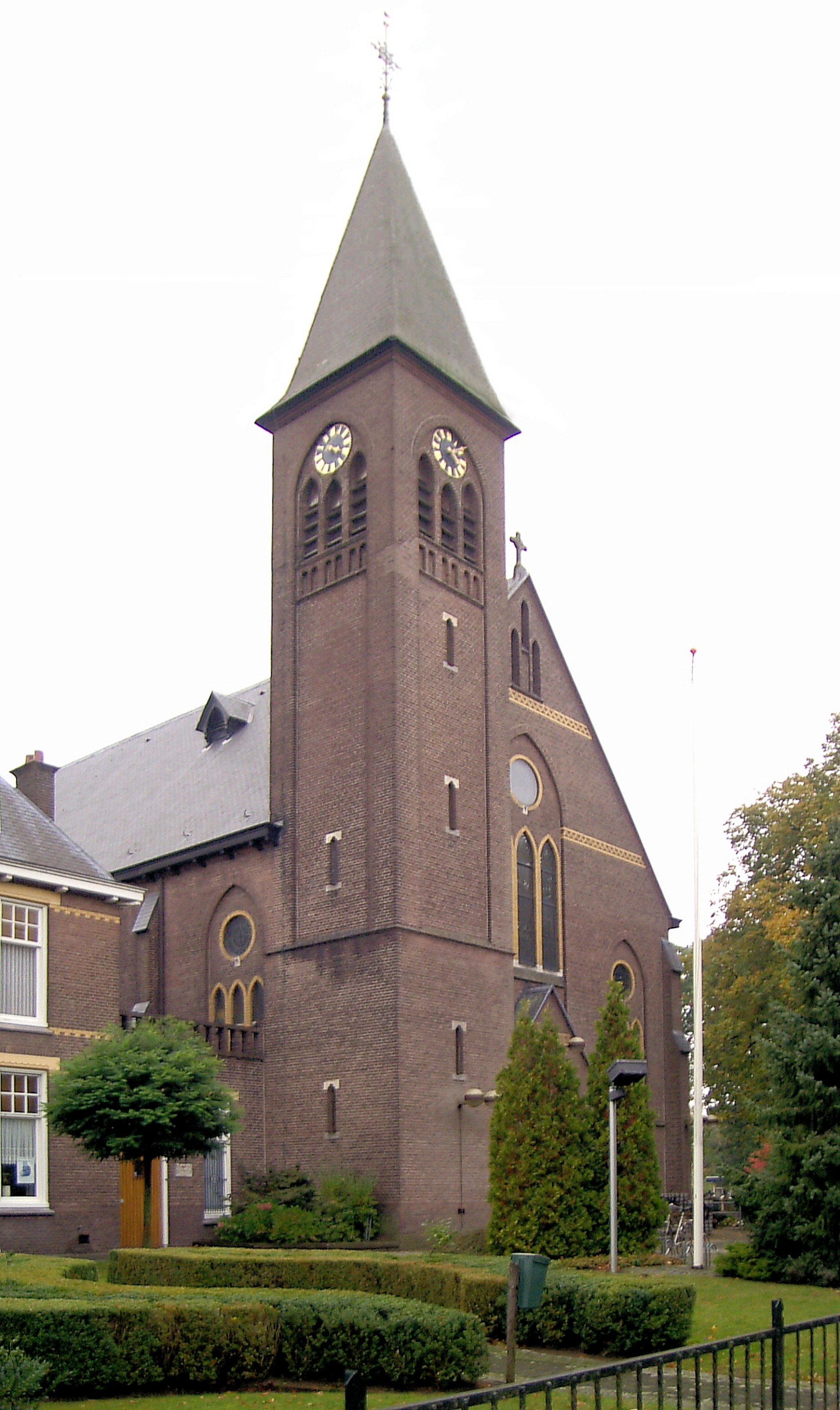
Rooms-katholieke kerk in Overdinkel

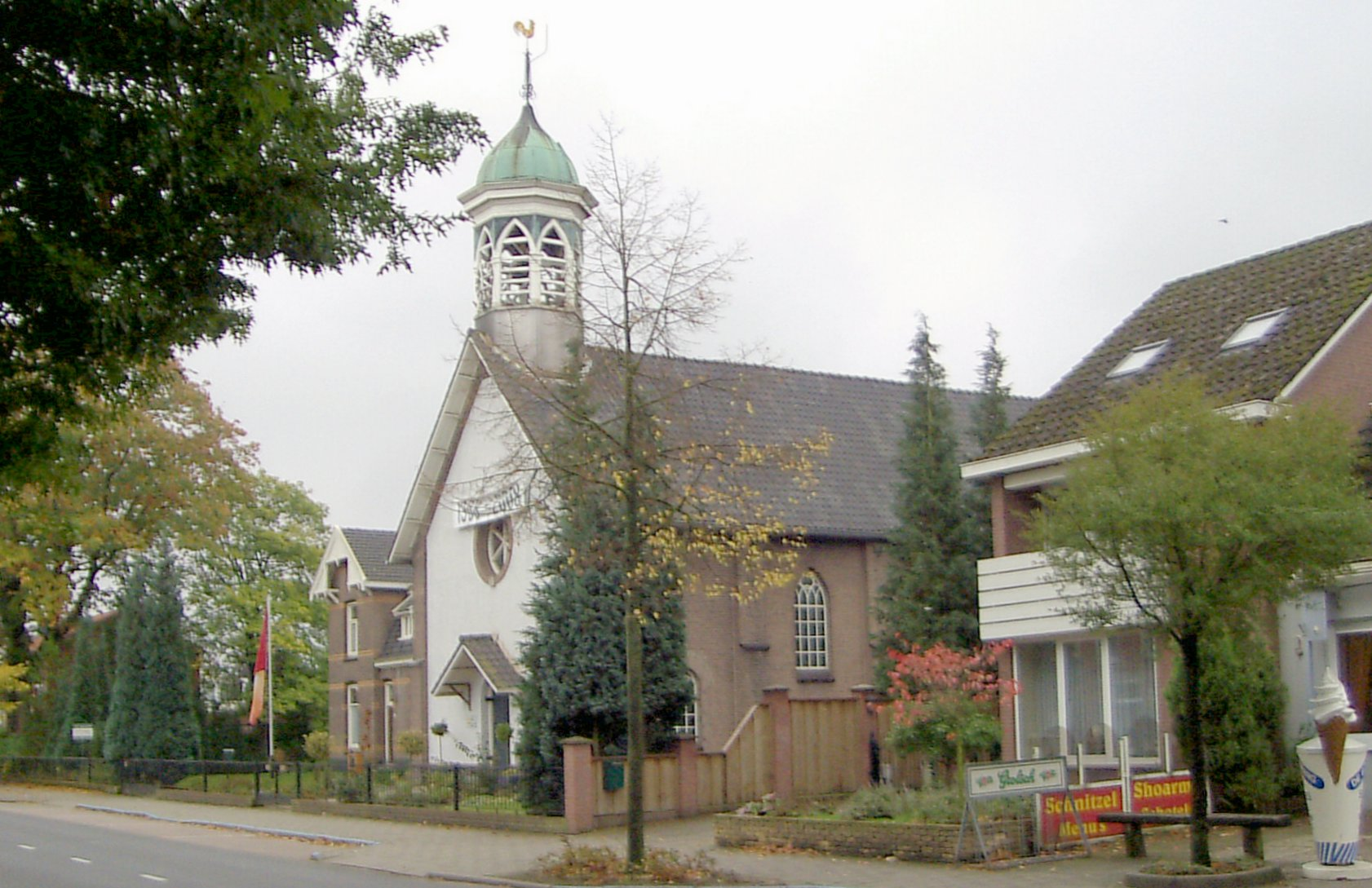
Protestantse kerk in Overdinkel

Overdinkel (Nedersaksisch: Oaverdeenkel) is een dorp in de Nederlandse provincie Overijssel, in het uiterste oosten van de streek Twente, onmiddellijk aan de grens met Duitsland. Strikt genomen behoort Overdinkel niet tot Twente, het land tussen Regge en Dinkel, omdat het niet tussen Regge en Dinkel ligt, maar oostelijk van de Dinkel. Overdinkel valt onder de gemeente Losser en ligt aan de rivier de Dinkel. Het kende op 1 januari 2023 zo'n 4.155 inwoners.

## Ligging
Overdinkel ligt ten zuidoosten van het dorp Losser aan de andere zijde van de Dinkel, waaraan het zijn naam ontleent. In het oosten en zuiden grenst het aan Duitsland. Tot in de negentiende eeuw lag hier een drielandenpunt tussen Overijssel, het graafschap Bentheim en het prinsbisdom Münster en hun latere rechtsopvolgers.
Rondom Overdinkel liggen twee beken: ten westen van het dorp de Dinkel met daarlangs onder andere de boerderijen Roterink, Lakerink, Elferink, en Ter Denge, en ten noorden de Ruhenbergerbeek waaraan de boerenerven Welpelo, Beernink, Luijerink en Nijland liggen. De Ruhenbergerbeek heeft zijn oorspronkelijke meanderende karakter behouden.

## Geschiedenis van Overdinkel

### Situatie tot 1890
In de Middeleeuwen maakte Overdinkel deel uit van het kerspel en de marke Losser. In het markeboek van Losser wordt reeds in 1533 gesproken van de Overdinkelse boeren.
Waar het huidige dorp Overdinkel ligt was tot ver in de negentiende eeuw slechts heide en woeste grond met de namen Overdinkelse Veld en het Witte Zand.
De Invalsweg te Overdinkel heet zo omdat Bernhard van Galen, bijgenaamd 'Bommenberend', in het voorjaar van 1665 langs deze wegOverijssel binnentrok. Hij sloeg met zijn leger het kamp op aan de kruising van de Invalsweg en de Welpeloweg, waar zich het zeer oude Veldkruis van Overdinkel bevindt. Op deze plaats is nog een bosje en er wordt ieder jaar het Overdinkelse schuttersfeest gevierd. De troepen van de Münsterse bisschop plunderden Overdinkel en het dorp Losser.

### Situatie na 1890
Overdinkel was tot 1890 een heel rustige boerengemeenschap totdat aan de andere kant van de grens, in Gronau, textielfabrieken werden gebouwd. Door pastoor Roberink, die in Losser was geboren, werden de mensen in Friesland en de Kop van Overijssel erop attent gemaakt dat er in Twente veel werk was. Hij was pastoor in Steenwijkerwold, waar veel armoede heerste onder de inwoners. Ook kwamen zeer velen uit Friesland en Drenthe om hier hun geluk te beproeven.
In 1907 telde Overdinkel reeds 1600 inwoners en was op het Overdinkelse Veld een heus dorp ontstaan. Inmiddels was voor de arbeidersmigranten een Nederlands Hervormde kerk gebouwd die in augustus 1908 in gebruik werd genomen gevolgd door ingebruikname van de rooms-katholieke kerk die op 16 november 1910 werd ingewijd.

### Na de Tweede Wereldoorlog
Na 1945 zette de groei van Overdinkel in eerste instantie nog kort door, maar door de teloorgang van de textielindustrie in Twente nam deze af. Door het groeiende grensverkeer met Duitsland nam de horeca in het dorp toe. Voor de komende jaren worden hier de hardste klappen door de bevolkingskrimp verwacht door onderzoeksbureaus Invisor uit Utrecht en Envita uit Almelo.

## Rooms-katholieke kerkstichting
Het dorp, dat inmiddels zo'n 1600 inwoners had, was voor de helft katholiek. Soms als de rivier de Dinkel overstroomde waren de wegen veranderd in grote modderpoelen, en haast niet begaanbaar. Daarom was het soms bijna niet mogelijk om over de weg naar de Losserse of Gronause kerken te gaan, terwijl daar de kerken ook erg vol waren. Kapelaan Gerardus Franciscus van Laak kreeg op 12 oktober 1907 van de aartsbisschop van Utrecht de opdracht in Overdinkel een nieuwe rooms-katholieke parochie te stichten.
De nieuwgebouwde kerk werd toegewijd aan de H. Gerardus Majella C.SS.R., in wie Van Laak een onbeperkt vertrouwen stelde en zijn grote voorbeeld zag. Een relikwie uit het gebeente van de H. Gerardus Majella werd op 17 januari 1908 aan Van Laak geschonken.
In 1909 werd De Vereniging (het parochiehuis) gebouwd, alsmede een korenmalerij met brandstofhandel, dit alles onder de naam Concordia. In 1910 werd op 11 december de kruisweg opgericht. Vervolgens wijdde op 8 januari 1911 Van Laak, nu pastoor geworden, het nieuwe rooms-katholieke dorpskerkhof.
Het aantal parochianen in het jaar 1910 was ruim 887. De parochie bleef groeien en in het jaar 1929 waren er reeds 1224 parochianen en werden er 52 kinderen gedoopt.
Er was eveneens een zustersklooster tot stand gekomen in het dorp.

## De Gerardus Majella-processie
De initiatiefnemer tot deze in geheel Twente bekende processie was pastoor Gerardus Franciscus van Laak. In 1912 vond de eerste processie ter ere van de H. Gerardus Majella plaats. In de jaren 30 kwamen er tot wel 20.000 pelgrims naar de jaarlijkse processie die aan het kleine dorp Overdinkel een regionale faam bezorgde. Op 6 april 1920 werd de Broederschap van de H. Gerardus Majella opgericht.
De processie op 16 oktober of de zondag daaropvolgend is een jaarlijks terugkerend evenement. Van heinde en verre komen nog steeds duizenden pelgrims op de bidtocht af met hun rozenkrans.

## Geboren
- Lambrecht Siowko Pasma (1914-2001), burgemeester
- Hendro Munsterman (1972), theoloog

## Overleden
- Gert Timmerman (1935 -2017), zanger

## Bekende inwoners
- Moniek Nijhuis, zwemster[bron?]
- Fred Rutten, voetbaltrainer[bron?]
- Jimme Nordkamp, politicus[5]